# テサロニケの信徒への手紙二

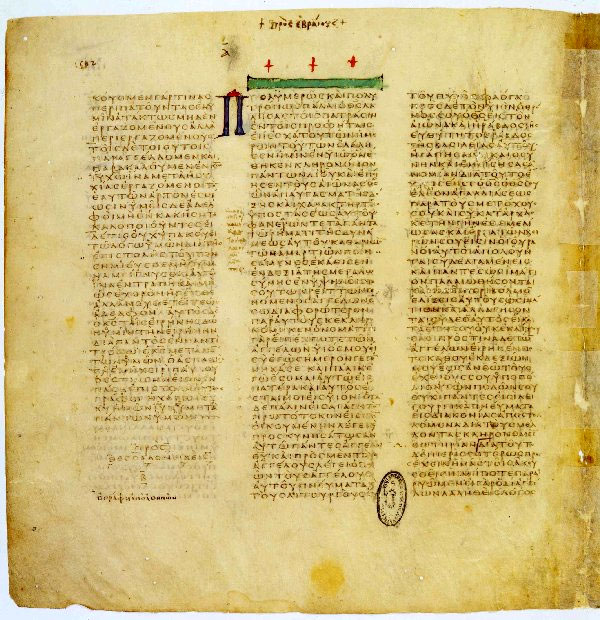
バチカン写本。左端が第二テサロニケ書（3章11節-18節）

テサロニケの信徒への手紙二（テサロニケのしんとへのてがみ に）は新約聖書正典中のいわゆるパウロ書簡に含まれる一書で、使徒であるパウロがテサロニケの信徒たちに宛てた書簡の一つである。ただし、先行する『テサロニケの信徒への手紙一』（以下、第一テサロニケ書）がほぼ異論なく真正パウロ書簡と認められているのに対し、この『テサロニケの信徒への手紙二』（以下、第二テサロニケ書）は真正書簡か擬似パウロ書簡（第二パウロ書簡）かで、なおも議論が続いている。また、本来の主題は誤った終末論に惑わされることなく、落ち着いて日常の労働に励むことの大切さを説くことにあったのだが、後にはそこから離れ、中世の終末論や反キリスト像の発展に大きく影響した文書であるとともに、共産主義と親和的なスローガン「働かざる者食うべからず」に結びつくこととなった文書でもある。
この記事名に用いた「テサロニケの信徒への手紙二」は新共同訳聖書に基づくもので、ほかに「テサロニケ人への後の書」（大正改訳）、「テサロニケ人への第二の手紙」（口語訳・バルバロ訳・岩波委員会訳）、「テサロニケの人々への第二の手紙」（フランシスコ会聖書研究所訳）、「テサロニケ人への手紙 第二」（新改訳）、「フェサロニカ人に達する後書」（日本正教会訳）などとも訳されることがある。なお、ネストレ・アーラント第28版での書名は、ギリシア語: ΠΡΟΣ ΘΕΣΣΑΛΟΝΙΚΕΙΣ Β'となっている。

## 概要
伝統的にはパウロの書簡と看做されていたが、近代以降、パウロの真正書簡に属するかどうかについては議論がある。文献学的アプローチを採る学者からは否定的見解が提示されており、このためしばしば擬似パウロ書簡に分類される。
そのテーマは、終末が訪れていると信じて浮き足立つテサロニケの信徒たちに対して、キリストの再臨に至る筋道を示すことで、それがまだ来ていないことを確認するとともに、（いつ来てもよいように備えつつも）落ち着いて日々の労働に励むことの大切さを諭すことにある。
第一テサロニケ書との重複箇所も少なくないが、独自性を発揮している「不法の者」に関する描写は、ヨハネの黙示録などとともに後代の反キリストのイメージの発展に影響を及ぼした。
また、日々の労働の大切さを説いた言葉「働こうとしない者は、食べることもしてはならない」（口語訳）はキリスト教の労働観に影響を及ぼしただけでなく、20世紀にはレーニンによる改変を経て、「働かざる者食うべからず」という不労所得による搾取を否定するスローガンとしてソ連などの共産主義諸国の憲法にも盛り込まれた。これが日本国憲法の勤労の義務に繋がったという説もある。

## 著者
第二テサロニケ書の第1章1節には、著者としてパウロ、および同行者のシルワノ、テモテの名があるが、著者問題については、パウロが生前に執筆した真正書簡とする説、パウロの死後に別人が執筆した擬似書簡とする説のほか、パウロの生前にその意を受けて近しい人物が第一テサロニケ書の真意を敷衍したと見る「代筆説」などもある。
正典中のパウロ書簡をすべて真正書簡と見なすカトリックのバルバロ訳聖書や福音派の『新聖書辞典』（いのちのことば社）は、当然これも真正書簡と見ている。エフェソ書や牧会書簡について真正書簡・擬似書簡の両論が併記されているフランシスコ会訳聖書の解説でも、この第二テサロニケ書については、「現代のほとんどすべての聖書学者」が真正パウロ書簡と認めていると述べられている。同じく、エフェソ書や牧会書簡がほぼ真正書簡とは見なせないことを明記している『新約聖書略解』（日本基督教団出版局）でも、第二テサロニケ書について「今日大多数の人々」が真正書簡の立場を採用していると述べられていた。
また、擬似書簡の立場をとる辻学も、真正書簡とする説が根強いことは認め、ことに20世紀末から21世紀初頭の「北米で出版されている注解書はほとんどがそうである」と指摘している。保坂高殿も擬似書簡の立場をとるが、牧会書簡などと比べた時には、擬似書簡と見なすことの確実性が落ちることは認めている。
他方で、擬似パウロ書簡とする立場をとるギュンター・ボルンカムは「今日多くの研究者によって」擬似パウロ書簡と位置づけられていることを指摘し、認識の正当性を主張していた。ドイツ語圏の動向については松永晋一も、ヴェルナー・キュンメル、アルブレヒト・エプケなどを除けば「多くの研究者」が擬似書簡の立場としている。『旧約新約聖書大事典』（教文館）のテサロニケ書の記述はヴィリー・マルクスセンの記述が土台になっているが、そこでも真正書簡説を擁護するのは「今日ほんのわずか」とされている。真正書簡説に立っていた山谷省吾も1972年の註解書でマルクスセンの見解などを踏まえつつ、有力になりつつあるのは擬似パウロ書簡説であるとしていた。
また、新アメリカ聖書のカトリック・スタディ・バイブル（オックスフォード大学出版局）では、擬似書簡と見る説が「近年ますます推進されている」と述べられている。上智大学の編纂した辞典（事典）では、1950年代の『カトリック大辞典』で真正書簡説が採られていたのに対し、21世紀の『新カトリック大事典』では擬似書簡説に差し替わっている。カトリック教会の聖職者では、ベネディクト会のミュンスターシュヴァルツァッハ修道院長のアンゼルム・グリューンも、第二テサロニケ書がパウロ以外の著作であると明言している。
擬似パウロ書簡を支持する論者の中には、田川建三のように論拠の幾つかを挙げた際に「まっとうな学者はほぼ皆さん」がこれと同じ立場であるとする者もいる。他方で、自身が擬似書簡の立場に立つバート・D・アーマンは、「大勢の優秀な学者が、真っ二つに分かれて議論している」この書簡は、擬似書簡の中でも「その作者を巡って最も熾烈な論争が繰り広げられている」とした。文庫クセジュのレジス・ビュルネの概説書のように、どちらが優勢かを記さずに純粋に両論を併記するにとどまる文献もある。
なお、擬似パウロ書簡の立場に立つ論者の中でも、実際の著者については、パウロの思想をよく理解し、尊重していた人物と見る説が多い一方、そうした思想の継承に懐疑の目を向ける論者もいる。パウロの弟子であり執筆者の一人となっているテモテを著者とする説もある。

### 執筆年代
この書簡も新約正典の他の文書と同じく、内容から執筆年代を推測するほかはないが、以上に見てきたように、この書簡が真正書簡であるか擬似書簡であるかが定まっているとは言い難いため、どちらの立場をとるかによって推定される年代は大きく異なってくる。

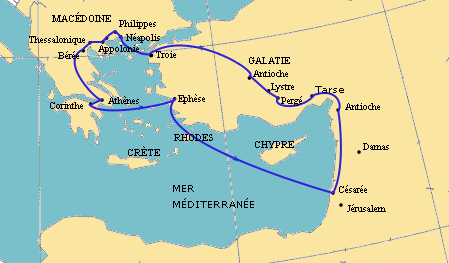
パウロの第2回伝道旅行。第二テサロニケ書が真正書簡なら、この旅程のいずれかの時期に書かれた。

伝統的アプローチを採る学者は、本書簡は第一テサロニケ書から時をおかずに（おそらくコリントで）書かれたと考えている。というのも第一の手紙に書いたキリストの再臨について誤解している人々がいることを知ったパウロがその誤りを正すために書いたと推測できるからである。パウロは自分が述べたキリストの再臨がいまにも訪れるというわけではなく、それに先だって「滅びの子」が現れると述べている。こうした「矯正」を目的とする執筆だったという見解は『ムラトリ正典目録』（2世紀末ないし3世紀初頭）でつとに示されていた。
パウロが第2回伝道旅行でテサロニケに着いたのは西暦49年もしくは50年とされ、そのあとにベレヤ、アテネ、コリントと移ったパウロが、派遣していた弟子テモテからテサロニケの様子を聞いて執筆したとされるのが第一テサロニケ書で、50年ないし51年ごろとされる。第二テサロニケ書はそれから間もなく、数ヶ月以内の時期に書かれたと推測されている。使徒言行録第18章から第20章の叙述に従えば、パウロはコリントに1年6か月滞在した後にテサロニケのあるマケドニア属州に赴いているので、直接口頭で指導せずに手紙を書いたのは、マケドニアに赴く前だったからと見なされるのである。
なお、真正書簡と見る立場には、第一テサロニケ書よりも第二テサロニケ書の方が先に書かれたという説も、1640年のグロティウス以来、一定程度見られる。それらの立場では、パウロがベレヤやアテネに滞在していた時に執筆されたと見なされている。また、「代筆」説の場合、実際の執筆者としては（この手紙冒頭にも名の挙がっている）テモテやシルワノの名を挙げる論者もいるが、そこまで特定できるかどうかには疑問も投げかけられている。
擬似書簡と見る側の年代推定には幅があり、その論拠も様々である。まず、第2章1節から12節の中で「不法の者」が「神の宮」（神殿）に座する事態が未来の出来事とされていることを踏まえ、エルサレム神殿崩壊（西暦70年）よりも前の成立を想定する者がいる。他方で、その表現はあくまでもダニエル書などにも見られた伝統的な黙示文学のモチーフに倣ったもので、現実世界の動きと直結させるべきではないとする見解もあり、年代決定の参考情報にしている者にも同様の慎重さを示す者はいる。
ほかの手がかりとして、作成の動機を挙げる者もいる。前述のように擬似書簡説に基づけば、作成の動機はパウロが第一テサロニケ書で強調していたすぐにも（パウロが生きているうちにも）来るという終末を先送りにすることにあったとされるので、パウロの没後間もない頃に浮き足立っていた信者たちを鎮めるために、その時期に執筆されたと考えられるのである。これらの立場では、擬似書簡の中で最も初期の部類に属する可能性が取り沙汰されている。
もう一つの論点が、「終末の遅延」に関する意識である。第二テサロニケ書が「終末の遅延」の認識、すなわち本来ならば来ているはずの終末がまだ来ていないという認識のもとで書かれたかどうかについても議論があり、これに否定的な場合、擬似書簡の立場を取る論者にも意図的に「終末の遅延」という表現を避ける者がいる。他方で、第二テサロニケ書に「終末の遅延」を見出す論者は、1世紀末ごろの作成をしばしば想定しているが、福音書に見られる意識との比較などから、西暦80年代の成立と想定する者もいる。
下限となる指標については、90年頃に編纂されたパウロ書簡集 (Corpus paulinum) に含まれていたことを挙げる者や、マルキオン聖書（140年頃）に含まれていたことを挙げる者などがいる。

## 執筆地と宛先
執筆地について、古い写本には末尾に「アテネから」「ローマから」などと書き加えたものもあるが、前出の通り、真正書簡の場合に有力視されているのはコリントである。他方、擬似書簡の場合には不明だが、テサロニケの教会に宛てられていることから、少なくとも主たる活動場所がテサロニケであった可能性はあるとされる。
また、主要な古い写本では、宛先がテサロニケであることは一致している。ただし、擬似書簡の可能性も取り沙汰されるいくつかの論点に対応して、第一と第二のテサロニケ書は、テサロニケ教会内の異なるグループに宛てられているとするアドルフ・フォン・ハルナックのような説もある。また、ベレヤやフィリピが実際の宛先だったと仮定する論者たちもいる。もっとも、これらの説については、その根拠の薄弱さを指摘する意見もある。

## 構成
現代の聖書の区切り方では、12節で構成される1章、17節で構成される2章、18節で構成される3章という全3章で成り立っている。新約正典27文書の中では短い方であり、章を目安とすれば、これと同じかこれより短いのはペトロの手紙二とテトスへの手紙（各3章）および章区切りがないフィレモンへの手紙（25節）、ヨハネの手紙二（13節）、ヨハネの手紙三（15節）、ユダの手紙（25節）のみである。
その内容は、冒頭の挨拶、終末に至る予定の提示、怠惰な生活への戒め、結語といったものだが、節単位で見た場合には、論者によってまとめ方に細かな違いがある。ここではいくらかの例ということで、新共同訳、フランシスコ会訳、新改訳、岩波委員会訳の4つの小見出しを掲げておく。
| 章 | 節    | 新共同訳                         | フランシスコ会訳                         | 新改訳                                 | 岩波委員会訳                             |
| -- | ----- | -------------------------------- | ---------------------------------------- | -------------------------------------- | ---------------------------------------- |
| 1  | 1-2   | 挨拶                             | 挨拶                                     | あいさつ                               | 挨拶                                     |
| 1  | 3-4   | キリスト来臨と裁き               | 神に感謝する                             | キリストの来臨のときのさばき           | 信仰と愛の成長に対する神への感謝         |
| 1  | 5-12  | キリスト来臨と裁き               | 来臨と正しい裁き                         | キリストの来臨のときのさばき           | 主イエス再臨時のさばきと執り成しへの祈り |
| 2  | 1-12  | 不法の者についての警告           | キリスト来臨の徴                         | 不法の人の出現の後、主の日は来る       | 終末到来の徴と現在の状況                 |
| 2  | 13-17 | 救いに選ばれた者の生き方         | 神の選びに感謝する                       | 救いに選ばれている者のための祈りと勧め | 召しに対する神への感謝と執り成しの祈り   |
| 3  | 1-5   | わたしたちのために祈ってください | 忠告を与えるにあたって、神の助けを祈る   | 救いに選ばれている者のための祈りと勧め | 召しに対する神への感謝と執り成しの祈り   |
| 3  | 6-12  | 怠惰な生活を戒める               | けじめのない生活を送る人々への叱責と忠告 | 締まりのない生き方に対する警告         | 怠惰な生活に対する警告                   |
| 3  | 13-15 | 怠惰な生活を戒める               | けじめのない生活を送る人々への叱責と忠告 | 締まりのない生き方に対する警告         | 最後の指示                               |
| 3  | 16    | 結びの言葉                       | 結び                                     | あいさつと祈り                         | 最後の指示                               |
| 3  | 17-18 | 結びの言葉                       | 結び                                     | あいさつと祈り                         | 真正性の証し                             |

### 主題
後述するように、第二テサロニケ書には第一テサロニケ書と類似するくだりが多く含まれ、内容的には3分の1ほどが重なるとも、3分の2ほどが第一書を敷衍しているとも言われる。まず、第1章5節から10節に独自の思想が含まれているとする者がおり、そこに含まれた応報の思想にはユダヤ教色が強いとも指摘されている。
次に、キリストの再臨に至るスケジュールを記した第2章1節から12節は第一テサロニケ書には直接重なり合う箇所を持たず、第二テサロニケ書の随所に散りばめられている第一書からの借用表現も、この箇所には見られない。この部分がこの書簡の核心とされることがしばしばである。後段とのかかわりから、その箇所を口語訳聖書から引用しておく。
これが第一テサロニケ書と矛盾する見解といえるのか、第一テサロニケ書とも共通する見解の異なる側面にすぎないのか、言い換えればパウロ的なのか非パウロ的なのかは、後述するように立場によって受け止め方が異なっている。
第3章6節から13節も第一テサロニケに重なり合う部分をほぼ見出せない箇所であり、第2章1節から12節とあわせて、これら2箇所が内容上の特色と位置づけられることもある。こちらも引用しておく。
有名な「働かざる者食うべからず」の典拠になっている箇所だが、それに関しては後述する。なお、第二テサロニケ書独自とはいっても、部分的に第一テサロニケ書簡とぴったり一致する箇所も含まれる。後掲するように、「人からパンをもらって」云々の一文には第一書簡とまったく同じ文章が挿入されている。

## 真正性をめぐる論点
第二テサロニケ書は、第一テサロニケ書とともにいわゆる『マルキオン聖書』（2世紀半ば）に収録されていたし、『ムラトリ正典目録』（2世紀末頃）でも実質的に正典として扱われていた。そのように、かなり早い段階からパウロの真正書簡に含まれ、近代になるまで疑われることはなかったが、現在では様々な点から擬似書簡の疑いが提起されている。
この種の議論の嚆矢とされるのは、J・E・C・シュミットの指摘（1801年）である。しかし、彼の議論は真正書簡と見なしつつ、第一テサロニケ書の終末観と一致しない第2章1節から12節を後代の挿入と見なすものであった。その後、F・H・ケルン（1839年）、ウィリアム・ヴレーデ（1903年）が疑問を投げかけ、いくつもの観点から擬似書簡説を唱えた。
他方で、それらの疑問点は真正書簡であることを覆すには至らないものばかりであるとして、真正書簡と見る論者も少なくない。以下、主要な論点について、双方の主要な立場の概要を示す。

### 表現の並行関係
第二テサロニケ書には、第一テサロニケ書とほぼ一致する表現や文章がいくつも登場している。第1章1節が一言を除いて同じことがしばしば指摘されているが、La TOB（フランスの共同訳聖書）の解説で例示されているのは、以下のものである。
| 第一テサロニケ書 | 第二テサロニケ書 |
| --- | --- |
| (1:2-3) あなたがたの信仰の働きと、愛の労苦と、わたしたちの主イエス・キリストに対する望みの忍耐とを、わたしたちの父なる神のみまえに、絶えず思い起している。 | (1:3) 兄弟たちよ。わたしたちは、いつもあなたがたのことを神に感謝せずにはおられない。またそうするのが当然である。それは、あなたがたの信仰が大いに成長し、あなたがたひとりびとりの愛が、お互の間に増し加わっているからである。                                 |
| (2:12) 御国とその栄光とに召して下さった神のみこころにかなって歩くようにと、勧め、励まし、また、さとしたのである。 | (1:5) これは、あなたがたを、神の国にふさわしい者にしようとする神のさばきが正しいことを、証拠だてるものである。その神の国のために、あなたがたも苦しんでいるのである。                                                                                         |
| (3:13) そして、どうか、わたしたちの主イエスが、そのすべての聖なる者と共にこられる時、神のみまえに、あなたがたの心を強め、清く、責められるところのない者にして下さるように。 | (1:7) それは、主イエスが炎の中で力ある天使たちを率いて天から現れる時に実現する。 |
| (3:11-13) どうか、わたしたちの父なる神ご自身と、わたしたちの主イエスとが、あなたがたのところへ行く道を、わたしたちに開いて下さるように。どうか、主が、あなたがた相互の愛とすべての人に対する愛とを、わたしたちがあなたがたを愛する愛と同じように、増し加えて豊かにして下さるように。そして、どうか、わたしたちの主イエスが、そのすべての聖なる者と共にこられる時、神のみまえに、あなたがたの心を強め、清く、責められるところのない者にして下さるように。 | (2:16-17) どうか、わたしたちの主イエス・キリストご自身と、わたしたちを愛し、恵みをもって永遠の慰めと確かな望みとを賜わるわたしたちの父なる神とが、あなたがたの心を励まし、あなたがたを強めて、すべての良いわざを行い、正しい言葉を語る者として下さるように。 |
| (2:9) 兄弟たちよ。あなたがたはわたしたちの労苦と努力とを記憶していることであろう。すなわち、あなたがたのだれにも負担をかけまいと思って、日夜はたらきながら、あなたがたに神の福音を宣べ伝えた。 | (3:8) 人からパンをもらって食べることもしなかった。それどころか、あなたがたのだれにも負担をかけまいと、日夜、労苦し努力して働き続けた。 |
| (5:23) どうか、平和の神ご自身が、あなたがたを全くきよめて下さるように。また、あなたがたの霊と心とからだとを完全に守って、わたしたちの主イエス・キリストの来臨のときに、責められるところのない者にして下さるように。 | (3:16) どうか、平和の主ご自身が、いついかなる場合にも、あなたがたに平和を与えて下さるように。主があなたがた一同と共におられるように。 |
| (5:28) わたしたちの主イエス・キリストの恵みが、あなたがたと共にあるように。 | (3:18) どうか、わたしたちの主イエス・キリストの恵みが、あなたがた一同と共にあるように。 |

なお、原文が全く同じでも口語訳聖書が訳し分けているせいで、日本語訳だと一致が分かりづらい例が含まれている。たとえば、第二テサロニケ書3:8の後半は第一テサロニケ2:9にほぼ一致する文を見出せる。
こうしたことをどう評価するかは、立場によって異なる。擬似書簡と見る論者は、本物であることを装おうとして、あえて真正書簡から表現や文章を流用して散りばめたと見なしている。他方、真正書簡と見る論者からは、似せるための偽装にしては不徹底さが見られるという指摘があるほか、同じ主題を別の角度から説明すれば重複も不自然ではないと指摘されている。

### 文体の違い
第二テサロニケ書は、第一テサロニケ書に比べると、パウロが受け手に対して示す親密な度合いが弱まっているということがしばしば指摘されている。この点については、パウロが感情の抑制を苦手にしていたことから説明できるかどうかが争点になるが、いずれであっても、真正・擬似の判定の決め手とするには弱いとも指摘されている。
本書簡に2回登場する「父なる神と主イエス・キリスト」という言い回しは、写本によっては他のパウロ書簡と異なる言い回しとなり、父なる神とイエスをまったく同一視する意味を持ち、非パウロ的な論拠とされることもあるが、擬似書簡の立場を採る論者たちにも、そうした読みに否定的見解を示す者たちはいる。「主」や「イエス」の表現については、真正パウロ書簡では前置詞enの直後で必ず「キリスト・イエス」の順になるべきところが、この書簡では「イエス・キリスト」の順になっていることや、イエスの語に必ず「主」を冠するという他の書簡に見られない特色を持っていることなどに、疑問を呈する者もいる。
また、擬似パウロ書簡と見なしている田川建三は、擬似パウロ書簡に共通する傾向として、長文癖、類語反復、同義語好みを挙げており、実際、第1章3節から10節は（和訳では複数の文に区切られるのが普通だが）それで一文をなしている。ただし、田川も、そうした特色は他の擬似パウロ書簡に比べて、第二テサロニケ書ではかなり少ないことを認めている。
その一方、真正パウロ書簡と見なすアルブレヒト・エプケの注解書では、第二テサロニケ書の用語も文体もパウロ的であると明言されている。

### 終末観
第二テサロニケ書第2章1節から12節に示されているのは、そこに描かれた出来事が起こるまでは終末が訪れることはないとする考え方である。その中の「背教」のくだりにはダニエル書、外典・偽典の第一エノク書、第四エズラ書などの関連を指摘されるなど、各種黙示文学からの影響が指摘されている。「不法の者、すなわち、滅びの子」は本文にあるようにサタンの働きによって現れる神に反逆する者と理解されるが、それを「いま阻止している者」が何者なのかについては諸説あり、象徴的に捉える説から現実的な国家や君主などと結び付ける説まで様々に提示されてきた。
「あなたがたが知っているとおり」という表現から、少なくともこの手紙が現れた西暦1世紀には説明なしに通じただろうとする見方もあるが、単に黙示文学にありがちな表現形式を踏襲しただけで、実際には当時の人々にも分からなかった可能性も指摘されている。
こうしたタイムテーブルの提示は以下のような第一テサロニケ書の終末観と矛盾するという見解があり、それが擬似書簡説のひとつの論拠となっている。
すなわち、パウロは自らが生きているうちにキリストの再臨が起こるかのように書いていたために、パウロが没すると、もう終末に突入したと認識して浮き足立つ人々が出るなどの混乱が見られたため、そのようなものはまだ来ないので落ち着くように奨めた、というのである。
ただし、真正書簡説を支持する論者たちは、矛盾というほどの齟齬はなく、あくまでもどのような人々に語りかけたかといった対象の違いによって生じた、異なる側面からの説明にすぎないという立場をとる。終末期待は高められる必要がある一方で、不安や緊張から狂信に走らないように導く必要もまた存在するからである。なお、擬似書簡と見る論者にも、終末観自体に矛盾はないとし、その点の齟齬を擬似書簡説の中心的根拠とすることに慎重な見解を示す者がいる。

### 偽書への注意喚起
第二テサロニケ書では、パウロが自身の手紙に偽書が混じっていることに注意喚起する一方で、この手紙こそが本物であるとばかりに真正性をアピールしているような記述が複数ある。
これについて、擬似書簡の立場をとる論者たちは、状況設定が不自然であると指摘している。第二テサロニケ書が真正書簡である場合、上述のように、その執筆年代は一連のパウロ書簡の中でも最も初期に属する。また、パウロの権威は生前にはまだ十分には確立しておらず、生前の、それも最も初期の手紙が書かれた時点で偽書が出回るという事態は想定しがたいというのである。また、最初期の手紙であるというのに、「どの手紙にも書く」真正性の印に言及するのも不自然であると、ケルン以来つとに指摘されている。その真正性の印としている書式について当てはまるのは第一コリント書と（擬似パウロ書簡の疑いがある）コロサイ書のみであり、真正書簡の全体にあてはまる印でないことも、偽装の疑いを強化するものとされる。
擬似書簡と見なす論者の中でも最も極端な見解を採る者たちは、第2章2節に登場している「わたしたちから出たという手紙」を第一テサロニケ書と見なしつつ、そちらに「手ずからあいさつを書く」という「どの手紙にも書く印」がないこととあわせ、第一テサロニケ書の方を偽書扱いしていると見る。つまり、第二テサロニケ書こそが真正書簡であると主張し第一テサロニケ書の真正性を否定することによって、その終末観の上書きを狙ったというのである。この説はドイツのリンデマンが1977年に最初に本格的に提示した。
ただし、擬似書簡の立場を取る論者たちにも、ここまでの見解には賛同しない者たちも少なくない。その場合、第二テサロニケ書は第一書を偽書とまでは位置づけておらず、その修正や補完を企図して付け足されたものであるとする立場が採られる。そこでは、「わたしたちから出たという手紙」が第一テサロニケ書を指していても、あくまでもそれを受け止めた人々が解釈を誤ったことなどが問題視されているのではないかとされる。あるいは、真正書簡とした上で執筆時点（西暦50年前後）にすでに偽名の書簡が存在していた可能性を示唆する者もいるが、それは考えがたいと指摘する者は真正書簡の立場を採る者の中にもいる。真正書簡の立場からは別の可能性として、パウロは想定されるリスクを予防的に提示したのではないかといった考え方も提示されている。

## 後代への影響

### 反キリスト論・終末論
第二テサロニケ書第2章1 - 12節に登場する「不法の者」は、反キリストと同一視されることがしばしばである。本来、反キリストという言葉は、『新約聖書』の中ではヨハネの手紙一・同二のみに見られる言葉であり、そこではキリスト教の教えに背く者（たち）という以上の意味を持っていない。また、第二テサロニケ書では一貫して「反キリスト」の語は用いられておらず、それをここでの終末論の特色と見なす論者もいる。
しかしながら、古代から中世にかけて、キリスト教終末論や反キリストのイメージが発展する中で、第二テサロニケ書の描く「不法の者」をはじめとする一連のタイムテーブルは、中心的な影響力を持ったことも事実である。
「反キリスト」は「不法の者」やマタイによる福音書などに登場する「偽キリスト」（偽メシア）などとも混ぜ合わされ、神に敵対する具体的な一個の存在として認識されていくようになる。4世紀のキュリロスやヒエロニムスもそうした視点から第二テサロニケ書の解釈を展開した。
そうした観点は、正典に含まれるダニエル書、ヨハネの黙示録に次いで中世の終末論で影響力を持ったといわれる偽書『メトディウスの予言書』（7世紀）にも含まれており、未来予言にあたる第10章以下の土台に第二テサロニケ書の第2章1節から12節の叙述が置かれている。
また、モンチエ＝アン＝デルのアドソ が10世紀半ばに西フランク王ルイ4世の妃ゲルベルガの下問に答える形でまとめた書簡は、中世の反キリスト論の画期をなした。その叙述に際してアドソが基礎においたのが第二テサロニケ書の第2章であった。その反キリスト描写は、それ以前に流布していたものよりもキリストの降誕のパロディ色が強いものだが、その中で反キリストがエルサレムで偽の奇跡を起こして支持を集め、その一方で恐怖によっても人々を従えることなども紹介されている。彼の反キリスト論は概括的なものではあったが、他方で物語的でもあったために、中世を通じてそこに多くの誇張が加えられ、反キリスト像の形成に大きな影響力を持った。
ルネサンス期になるとマルティン・ルターが現れて宗教改革を行うが、このルターがローマ教皇を反キリスト呼ばわりしていたことはよく知られている。彼がその際に引き合いに出したものの一つが第二テサロニケ書であった。また、同時代のイングランドのジョン・ジューエルも『「聖パウロがテサロニケ人へ送った二通の手紙」注解』において、教皇が反キリストであると主張した。しかし、神の宮に座する不法の者を教皇庁に君臨する教皇と見なす発想は、すでに中世から見られたモチーフでもあった。

### 働かざる者食うべからず
3章10節には「働こうとしない者は、食べることもしてはならない」（口語訳）という一節があり、これは後のキリスト教徒の職業観・労働観に広く影響したものであるとともに、「働かざる者食うべからず」という表現が広く知られる元となった。
ここで書かれている「働こうとしない者」つまり「怠惰な」者とは、あくまでも「正当で有用な仕事に携わって働く意志をもたず、働くことを拒み、それを日常の態度としている」者と解される。つまり、病気や障害によって働きたくても働けない人や非自発的失業者を切り捨てるような文言ではない。
この格言のような句は、実際にはパウロの他の書簡に出てこないのは勿論のこと、旧約・新約の他の箇所にも見られない。また、ギリシア・ローマの古典にも見出されない。そこで、その起源は推測するしかないが、大きく分けるとヘレニズム起源説とヘブライズム起源説に分かれる。これについては、ヘレニズム文化において肉体労働は重視されることがなく、また主人に対して奴隷の使い方を勧告した言葉が元になっていると見ようとしても、この句には使役の意味合いが含まれていない（つまり働かせる側でなく働きうる当人に述べられている）ことなどから、創世記や箴言で示されている労働観とも結びつくヘブライズム起源説の方に分があると見られている。
この句はあくまでも1世紀当時の浮ついたテサロニケ教会の人々に即した勧告であって、全時代的・普遍的な労働の黄金律を示したものと解釈されるべきではない。しかし、古代から中世にかけての聖職者の生活には、この句が強く影響した。古代の教父たちも労働の重要性を説く際にこの句を引いており、アレクサンドリアのアタナシオス、カイサリアのバシレイオス、ヒッポのアウグスティヌスらの著書にそうしたくだりを見出すことが出来る。さらにはベネディクト会の標語「祈りかつ働け」もまた、この句にもとづくものであるが、当時積極的に評価されたのは修道院での労働である。
もっとも、宗教改革が起こると、ジャン・カルヴァンは逆に、修道士や司祭が他人の汗によって養われているとして、この句の注解で聖職者に対する批判を展開した。また、宗教改革期に、世俗的な職業労働も積極的な評価の対象に入るようになった。その中でピューリタンのリチャード・バクスターは、全キリスト者に与えられた神からの義務として職業労働を位置づける際に「働こうとしない者は」云々を神からの命令として引き合いに出し、市民的労働観の形成に寄与した。
この句を労働価値説に基づいて「働かざる者食うべからず」と改変したのが、ソ連およびソ連共産党（前身はボリシェヴィキ）の初代指導者ウラジーミル・レーニンである。彼は、同党の機関紙「プラウダ」第17号（1929年1月20日発行）の論文「競争をどう組織するか?」で、「働かざるものは食うべからず」は社会主義の実践的戒律であると述べた。この論文はユリウス暦1917年12月25日から28日（1918年1月7日から10日）に執筆されていたものであり、この概念はロシア・ソビエト連邦社会主義共和国の1918年憲法で初めて定式化された。その第18条の条文には「はたらかないものは、くうことができない」と明記されている。さらには、ソ連の1936年憲法（スターリン憲法）第12条にもこの表現があり、同様の規定は第二次世界大戦後の東ヨーロッパの共産主義諸国の憲法にも見出すことが出来た。ことに、ルーマニア人民共和国憲法（1952年）の第15条には、「はたらかないものは、くうことができない」の文言がある。
日本国憲法の勤労の義務は、マッカーサー草案や内閣の草案で勤労の権利しか盛り込まれていなかった条項に、衆議院での審議の際に日本社会党の提案によって加筆されたものである。この社会党の提案にスターリン憲法の「働かざる者食うべからず」からの影響があったとも言われている。また、かつては憲法学者の宮澤俊義のように、日本国憲法の勤労の義務を、不労所得の排除まではいかずともその制約を認めうる規定として、共産主義諸国の「働かざる者食うべからず」の原則と繋がるものと解釈する者もいた。
ベーシックインカムの議論なども持ち上がっている21世紀の日本では、「働かざる者食うべからず」という言葉は労働を神聖視するものとして槍玉に上がることもしばしばであるが、むしろ本来の「働こうとしない者は、食べることもしてはならない」の句に立ち返った上で、その本来の意味を正確に受け止め直し、社会に生かしていく方途を模索すべきことも提案されている。